# Gran Premio del Brasile 1989
Il Gran Premio del Brasile 1989 fu la prima gara della stagione 1989, disputata il 26 marzo sul Circuito di Jacarepaguá. La manifestazione venne vinta dal pilota dalla Ferrari Nigel Mansell, al debutto con la scuderia di Maranello. Completarono il podio Alain Prost su McLaren e il brasiliano Maurício Gugelmin, classificatosi per la prima volta terzo in un Gran Premio.

## Prima della gara
- In una sessione di test poco prima del Gran Premio Philippe Streiff, alla guida di una vettura dell'AGS, ebbe un gravissimo incidente, che lo paralizzò dalla vita in giù. La scuderia francese schierò per questa gara solo la monoposto di Joachim Winkelhock.
- La Ferrari portò per la prima volta in gara un innovativo cambio semiautomatico.

## Pre-Qualifiche

### Risultati
| Pos                        | No | Pilota                | Costruttore                             | Tempo    | Distacco |
| -------------------------- | -- | --------------------- | --------------------------------------- | -------- | -------- |
| 1                          | 7  | Martin Brundle        | Brabham - Judd                          | 1:27.764 |          |
| 2                          | 8  | Stefano Modena        | Brabham - Judd                          | 1:28.147 | +0.383   |
| 3                          | 33 | Gregor Foitek         | EuroBrun - Judd                         | 1:29.604 | +1.840   |
| 4                          | 17 | Nicola Larini         | Osella - Ford Cosworth                  | 1:29.679 | +1.915   |
| 5                          | 34 | Bernd Schneider       | Zakspeed - Yamaha                       | 1:30.417 | +2.653   |
| Vetture non prequalificate |    |                       |                                         |          |          |
| NPQ                        | 21 | Alex Caffi            | Dallara Scuderia Italia - Ford Cosworth | 1:30.747 | +2.983   |
| NPQ                        | 18 | Piercarlo Ghinzani    | Osella - Ford Cosworth                  | 1:31.150 | +3.386   |
| NPQ                        | 39 | Volker Weidler        | Rial - Ford Cosworth                    | 1:31.964 | +4.200   |
| NPQ                        | 32 | Pierre-Henri Raphanel | Coloni - Ford                           | 1:32.019 | +4.255   |
| NPQ                        | 41 | Joachim Winkelhock    | AGS - Ford Cosworth                     | 1:32.982 | +5.218   |
| NPQ                        | 35 | Aguri Suzuki          | Zakspeed - Yamaha                       | 1:33.079 | +5.315   |
| NPQ                        | 36 | Stefan Johansson      | Onyx - Ford Cosworth                    | 1:35.232 | +7.468   |
| NPQ                        | 37 | Bertrand Gachot       | Onyx - Ford Cosworth                    | 1:37.932 | +10.168  |

## Qualifiche

### Risultati
| Pos                     | No | Pilota             | Costruttore                             | Tempo    | Distacco |
| ----------------------- | -- | ------------------ | --------------------------------------- | -------- | -------- |
| 1                       | 1  | Ayrton Senna       | McLaren - Honda                         | 1'25"302 |          |
| 2                       | 6  | Riccardo Patrese   | Williams - Renault                      | 1'26"172 | +0"870   |
| 3                       | 28 | Gerhard Berger     | Ferrari                                 | 1'26"271 | +0"969   |
| 4                       | 5  | Thierry Boutsen    | Williams - Renault                      | 1'26"459 | +1"157   |
| 5                       | 2  | Alain Prost        | McLaren - Honda                         | 1'26"620 | +1"318   |
| 6                       | 27 | Nigel Mansell      | Ferrari                                 | 1'26"772 | +1"470   |
| 7                       | 16 | Ivan Capelli       | March - Judd                            | 1'27"035 | +1"733   |
| 8                       | 9  | Derek Warwick      | Arrows - Ford Cosworth                  | 1'27"408 | +2"006   |
| 9                       | 11 | Nelson Piquet      | Lotus - Judd                            | 1'27"437 | +2"135   |
| 10                      | 20 | Johnny Herbert     | Benetton - Ford Cosworth                | 1'27"626 | +2"324   |
| 11                      | 19 | Alessandro Nannini | Benetton - Ford Cosworth                | 1'27"865 | +2"563   |
| 12                      | 15 | Maurício Gugelmin  | March - Judd                            | 1'27"956 | +"2754   |
| 13                      | 7  | Martin Brundle     | Brabham - Judd                          | 1'28"274 | +2"972   |
| 14                      | 8  | Stefano Modena     | Brabham - Judd                          | 1'28"621 | +3"319   |
| 15                      | 22 | Andrea De Cesaris  | Dallara Scuderia Italia - Ford Cosworth | 1'29"005 | +3"703   |
| 16                      | 23 | Pierluigi Martini  | Minardi - Ford Cosworth                 | 1'29"435 | +4"133   |
| 17                      | 38 | Christian Danner   | Rial - Ford Cosworth                    | 1'29"455 | +4"153   |
| 18                      | 3  | Jonathan Palmer    | Tyrrell - Ford Cosworth                 | 1'29"573 | +4"271   |
| 19                      | 17 | Nicola Larini      | Osella - Ford Cosworth                  | 1'30"146 | +4"844   |
| 20                      | 4  | Michele Alboreto   | Tyrrell - Ford Cosworth                 | 1'30"255 | +4"953   |
| 21                      | 12 | Satoru Nakajima    | Lotus - Judd                            | 1'30"375 | +5"073   |
| 22                      | 26 | Olivier Grouillard | Ligier - Ford Cosworth                  | 1'30"410 | +5"108   |
| 23                      | 24 | Luis Pérez-Sala    | Minardi - Ford Cosworth                 | 1'30"643 | +5"341   |
| 24                      | 10 | Eddie Cheever      | Arrows - Ford Cosworth                  | 1'30"657 | +5"355   |
| 25                      | 34 | Bernd Schneider    | Zakspeed - Yamaha                       | 1'30"861 | +5"559   |
| 26                      | 30 | Philippe Alliot    | Lola Larrousse - Lamborghini            | 1'31"009 | +5"707   |
| Vetture non qualificate |    |                    |                                         |          |          |
| NQ                      | 29 | Yannick Dalmas     | Lola Larrousse - Lamborghini            | 1'31"260 | +5"958   |
| NQ                      | 25 | René Arnoux        | Ligier - Ford Cosworth                  | 1'31"376 | +6"074   |
| NQ                      | 33 | Gregor Foitek      | EuroBrun - Judd                         | 1'31"791 | +6"489   |
| NQ                      | 31 | Roberto Moreno     | Coloni - Ford Cosworth                  | 1'32"561 | +7"259   |

## Gara
Al via Senna scattò piuttosto male, perdendo la testa della corsa a favore di Patrese e venendo poi a contatto con Berger: entrambi uscirono di pista, compromettendo così in modo definitivo la propria gara. Alle spalle di Patrese, che torna in testa ad una gara per la prima volta dal Gran Premio del Sudafrica 1983, si inserirono quindi Mansell e Prost. L'ordine rimase invariato fino al 16º giro, quando Mansell sopravanzò il leader della corsa prendendo il comando; poche tornate più tardi il pilota della Ferrari effettuò il primo cambio gomme, imitato poco dopo dagli altri due.
Patrese perse contatto con i rivali, mentre Mansell continuò a condurre davanti a Prost; il francese rimase in prima posizione per due tornate dopo il secondo cambio gomme del rivale, ma dovette poi cedere nuovamente il comando all'inglese. Mansell continuò senza problemi fino al traguardo, nonostante le preoccupazioni del box Ferrari sulla durata dell'innovativo cambio semi-automatico e, contro ogni pronostico e stupendo in primis il team di Maranello, vinse la gara davanti a Prost, Gugelmin (al primo e unico suo podio in carriera), Herbert (a punti già nella gara di debutto nonostante facesse ancora fatica a camminare per i postumi di un incidente subito in F3000 l'anno precedente), Warwick e Nannini. Per la Ferrari ritorna a vincere il primo gran premio della stagione dal 1976 con Niki Lauda, sempre in Brasile ma sul circuito di Interlagos, e soprattutto la scuderia di Maranello ritornò a vincere sul circuito di Jacarepaguà dal 1978 con Reutmann e la Ferrari diventò il primo team della storia della Formula 1 a vincere con il cambio semi-automatico al primo Gran Premio della stagione e con Nigel Mansell che ritorna leader del campionato dai tempi del Gran Premio di San Marino 1987, questa gara segnò l'ultima volta che la Formula 1 corse sul circuito di Circuito di Jacarepaguá, dalla stagione successiva infatti si ritornò a correre sul circuito di Interlagos, imtitolato a Carlos Pace e continuando tutt'ora ad esserci nel calendario di Formula 1. Per rivedere la Ferrari vincere il primo Gran Premio della stagione si dovranno aspettare 10 anni con la vittoria di Eddie Irvine in Australia.

### Risultati
| Pos  | N. | Pilota                | Costruttore                             | Giri | Tempo/Causa ritiro         | Pos Partenza | Punti |
| ---- | -- | --------------------- | --------------------------------------- | ---- | -------------------------- | ------------ | ----- |
| 1    | 27 | Nigel Mansell         | Ferrari                                 | 61   | 1h38'58"744                | 6            | 9     |
| 2    | 2  | Alain Prost           | McLaren - Honda                         | 61   | + 7"809                    | 5            | 6     |
| 3    | 15 | Maurício Gugelmin     | March - Judd                            | 61   | + 9"370                    | 12           | 4     |
| 4    | 20 | Johnny Herbert        | Benetton - Ford Cosworth                | 61   | + 10"493                   | 10           | 3     |
| 5    | 9  | Derek Warwick         | Arrows - Ford Cosworth                  | 61   | + 17"866                   | 8            | 2     |
| 6    | 19 | Alessandro Nannini    | Benetton - Ford Cosworth                | 61   | + 18"241                   | 11           | 1     |
| 7    | 3  | Jonathan Palmer       | Tyrrell - Ford Cosworth                 | 60   | + 1 giro                   | 18           |       |
| 8    | 12 | Satoru Nakajima       | Lotus - Judd                            | 60   | + 1 giro                   | 21           |       |
| 9    | 26 | Olivier Grouillard    | Ligier - Ford Cosworth                  | 60   | + 1 giro                   | 22           |       |
| 10   | 4  | Michele Alboreto      | Tyrrell - Ford Cosworth                 | 59   | + 2 giri                   | 20           |       |
| 11   | 1  | Ayrton Senna          | McLaren - Honda                         | 59   | + 2 giri                   | 1            |       |
| 12   | 30 | Philippe Alliot       | Lola Larrousse - Lamborghini            | 58   | + 3 giri                   | 30           |       |
| 13   | 22 | Andrea De Cesaris     | Dallara Scuderia Italia - Ford Cosworth | 57   | Motore                     | 15           |       |
| 14   | 38 | Christian Danner      | Rial - Ford Cosworth                    | 56   | Cambio                     | 17           |       |
| Rit  | 6  | Riccardo Patrese      | Williams - Renault                      | 51   | Alternatore                | 2            |       |
| Rit  | 10 | Eddie Cheever         | Arrows - Ford Cosworth                  | 37   | Collisione con B.Schneider | 24           |       |
| Rit  | 34 | Bernd Schneider       | Zakspeed - Yamaha                       | 36   | Collisione con E.Cheever   | 25           |       |
| Rit  | 7  | Martin Brundle        | Brabham - Judd                          | 27   | Trasmissione               | 13           |       |
| Rit  | 16 | Ivan Capelli          | March - Judd                            | 22   | Sospensioni                | 7            |       |
| Rit  | 11 | Nelson Piquet         | Lotus - Judd                            | 10   | Pompa benzina              | 9            |       |
| SQ   | 17 | Nicola Larini         | Osella - Ford Cosworth                  | 10   | Squalificato               | 19           |       |
| Rit  | 8  | Stefano Modena        | Brabham - Judd                          | 9    | Trasmissione               | 14           |       |
| Rit  | 5  | Thierry Boutsen       | Williams - Renault                      | 3    | Motore                     | 4            |       |
| Rit  | 23 | Pierluigi Martini     | Minardi - Ford Cosworth                 | 2    | Telaio                     | 16           |       |
| Rit  | 28 | Gerhard Berger        | Ferrari                                 | 0    | Collisione con A.Senna     | 3            |       |
| Rit  | 24 | Luis Pérez-Sala       | Minardi - Ford Cosworth                 | 0    | Collisione con G.Berger    | 23           |       |
| DNQ  | 29 | Yannick Dalmas        | Lola Larrousse - Lamborghini            |      |                            |              |       |
| DNQ  | 25 | René Arnoux           | Ligier - Ford Cosworth                  |      |                            |              |       |
| DNQ  | 33 | Gregor Foitek         | Eurobrun - Judd                         |      |                            |              |       |
| DNQ  | 31 | Roberto Moreno        | Coloni - Ford Cosworth                  |      |                            |              |       |
| DNPQ | 21 | Alex Caffi            | Dallara Scuderia Italia - Ford Cosworth |      |                            |              |       |
| DNPQ | 18 | Piercarlo Ghinzani    | Osella - Ford Cosworth                  |      |                            |              |       |
| DNPQ | 39 | Volker Weidler        | Rial - Ford Cosworth                    |      |                            |              |       |
| DNPQ | 32 | Pierre-Henri Raphanel | Coloni - Ford                           |      |                            |              |       |
| DNPQ | 41 | Joachim Winkelhock    | AGS - Ford Cosworth                     |      |                            |              |       |
| DNPQ | 35 | Aguri Suzuki          | Zakspeed - Yamaha                       |      |                            |              |       |
| DNPQ | 36 | Stefan Johansson      | Onyx - Ford Cosworth                    |      |                            |              |       |
| DNPQ | 37 | Bertrand Gachot       | Onyx - Ford Cosworth                    |      |                            |              |       |

## Classifiche

### Piloti
| Pos. | Pilota             | Punti |
| ---- | ------------------ | ----- |
| 1    | Nigel Mansell      | 9     |
| 2    | Alain Prost        | 6     |
| 3    | Maurício Gugelmin  | 4     |
| 4    | Johnny Herbert     | 3     |
| 5    | Derek Warwick      | 2     |
| 6    | Alessandro Nannini | 1     |

### Costruttori
| Pos. | Team                     | Punti |
| ---- | ------------------------ | ----- |
| 1    | Ferrari                  | 9     |
| 2    | McLaren - Honda          | 6     |
| 3    | March - Judd             | 4     |
| 4    | Benetton – Ford Cosworth | 4     |
| 5    | Arrows – Ford Cosworth   | 2     |